# Artūrs Zjuzins
Artūrs Zjuzins (ur. 18 czerwca 1991 w Rydze) – łotewski piłkarz grający na pozycji pomocnika. Reprezentant Łotwy, w seniorskiej kadrze zadebiutował w 2012 roku. Dotychczas rozegrał w niej trzy spotkania (stan na 7 marca 2013). Od lata 2011 roku zawodnik rosyjskiego klubu Bałtika Kaliningrad.